# Estádio Regional Willie Davids
Estádio Regional Willie Davids – stadion wielofunkcyjny w Maringá, Parana, Brazylia, na którym swoje mecze rozgrywa klub Grêmio de Esportes Maringá.

## Historia
- 30 marca 1953 – początek budowy
- 12 maja 1957 – inauguracja
- 16 kwietnia 1976 – inauguracja oświetlenia
- 1973 – początek przebudowy
- 12 października 1976 – reinauguracja
- 3 marca 1996 – rekord frekwencji